# Jean-Marc Ferreri
Jean-Marc Ferreri (ur. 26 grudnia 1962 w Charlieu), były francuski piłkarz, ofensywny pomocnik. Brązowy medalista MŚ 86 oraz mistrz Europy 1984.
W reprezentacji Francji zagrał 37 razy i zdobył 3 bramki. Debiutował 31 sierpnia 1982 w meczu z Polską, ostatni raz zagrał w 1990. Podczas MŚ 86 wystąpił w czterech spotkaniach. Znajdował się wśród zwycięzców ME 84. W 1987 z Girondins został mistrzem Francji. Z kolei z Marsylią w 1993 triumfował w Pucharze Europy.